# 61-ша паралель південної широти
61-ша паралель південної широти — лінія широти, що лежить на 61 градус південніше земної екваторіальної площини. Паралель не перетинає жодну ділянку суходолу і повністю проходить через Південний океан.
На цій широті під час літнього сонцестояння сонце видно 19 годин 16 хвилин, а під час зимового сонцестояння — 5 годин 32 хвилини.

## Список географічних об'єктів, що перетинає 61° пд. ш.
Починаючи з Гринвіцького меридіану та рухаючись на схід, 61-ша паралель південної широти проходить через:
| Координати                                                  | Океан           | Примітки |
| ----------------------------------------------------------- | --------------- | --- |
| 61°0′ пд. ш. 0°0′ сх. д. / 61.000° пд. ш. 0.000° сх. д.     | Південний океан | На південь від Атлантичного океана |
| 61°0′ пд. ш. 20°0′ сх. д. / 61.000° пд. ш. 20.000° сх. д.   | Південний океан | На південь від Індійського океана |
| 61°0′ пд. ш. 147°0′ сх. д. / 61.000° пд. ш. 147.000° сх. д. | Південний океан | На південь від Тихого океана Протока Дрейка — проходить між Південною Америкою та Антарктичним півостровом |
| 61°0′ пд. ш. 67°16′ зх. д. / 61.000° пд. ш. 67.267° зх. д.  | Південний океан | На південь від Атлантичного океана Проходить північніше островів Елефант та Кларенс (претендують Аргентина, Чилі та Велика Британія) Проходить південніше Південних Оркнейських островів, Південна Джорджія та Південні Сандвічеві Острови (претендує Аргентина) |